# Blaise Pascal
Blaise Pascal [bléz paskal] (19. června 1623 Clermont – 19. srpna 1662 Paříž) byl francouzský matematik, fyzik, spisovatel, teolog a náboženský filozof.

## Životopis
Pocházel ze zámožné a vzdělané rodiny. Matka brzy zemřela a otec, který se roku 1631 přestěhoval s dětmi do Paříže, mu poskytl vynikající humanitní vzdělání; ač sám byl dobrým matematikem, před chlapcem vědu zatajil. Musel však kapitulovat, když zjistil, že asi desetiletý Blaise už si sám odvodil několik vět Eukleidovy geometrie. Roku 1638 se jeho otec – správce královských daní – dostal do konfliktu s kardinálem Richelieu kvůli novým daním a odstěhoval se do Rouenu; pro něho Blaise zkonstruoval svůj počítací stroj. V 16 letech napsal Pojednání o kuželosečkách, které ocenila Pařížská královská akademie a Descartes je pokládal za práci jeho otce. V roce 1647 vydal pojednání o tlaku vzduchu a o vakuu, založené na přesných srovnávacích měřeních s Torricelliho trubicí na hoře Puy de Dôme.
Po otcově smrti (1651) vedl v Paříži nákladný život s velkým dvorem a rozešel se se svou sestrou Jacqueline, která vstoupila do přísného kláštera Port-Royal. Od mládí měl chatrné zdraví, trpěl různými bolestmi a roku 1647 na čas ochrnul. Roku 1654 při jedné vyjížďce málem zemřel, když se na mostě v Neuilly-sur-Seine splašili koně a jeho kočár zůstal viset na zábradlí; Pascal se zachránil, ale upadl na dva týdny do bezvědomí. Když koncem listopadu 1654 přišel k sobě, měl mystické vidění, z něhož si zapsal: „Oheň. Bůh Abrahamův, Izákův a Jákobův, ne Bůh filosofů a učenců…“ a věnoval se pak už jen filosofii a náboženství.
Klášter v Port-Royal, kde pobývala i jeho sestra a kam se po svém zážitku uchýlil, byl střediskem jansenismu, morálně přísného katolictví, a právě hledal obhájce ve sporu s pařížskou Sorbonnou a s jezuity. Tohoto úkolu se ujal Pascal a začal psát velmi ostré kritiky na uvolněnou morální teorii, „kazuistiku“, která hledala různé omluvy pro mravně pochybná jednání a kterou šířili zejména jezuité. Tyto listy vycházely anonymně a vyvolaly veliký skandál. Král Ludvík XIV. je nechal 1660 veřejně spálit a odsoudil je i papež, přesto se hojně četly. I když jansenismus byl odsouzen a klášter Port-Royal zrušen, záměr jeho Listů se nakonec po velkém boji prosadil. Na jejich kritiku církve navázal pak s velkým obdivem Voltaire, který je pokládal za to nejlepší, co kdy ve Francii vyšlo, i Jean-Jacques Rousseau. Na otázku, kterou knihu by byl nejvíc chtěl napsat sám, uvedl Voltaire právě „Listy venkovanovi“.
Pascalovo bouřlivé obrácení ještě podpořilo uzdravení jeho desetileté neteře M. Perrier, jež trpěla nebezpečným očním nádorem, který po doteku relikvie v Port-Royal zmizel. Pascal pak užíval jako svůj emblém oko, obklopené trnovou korunou a nápisem: „Vím, komu jsem uvěřil.“ V posledních letech žil opět v ústraní na venkově jako asketický poustevník, pomáhal chudým a odmítal lékařskou pomoc. Věnoval se velkému projektu obrany křesťanství, který však nedokončil. Jeho poznámky vyšly posmrtně jako Myšlenky (Pensées) a jsou jeho nejslavnějším dílem.

## Matematika

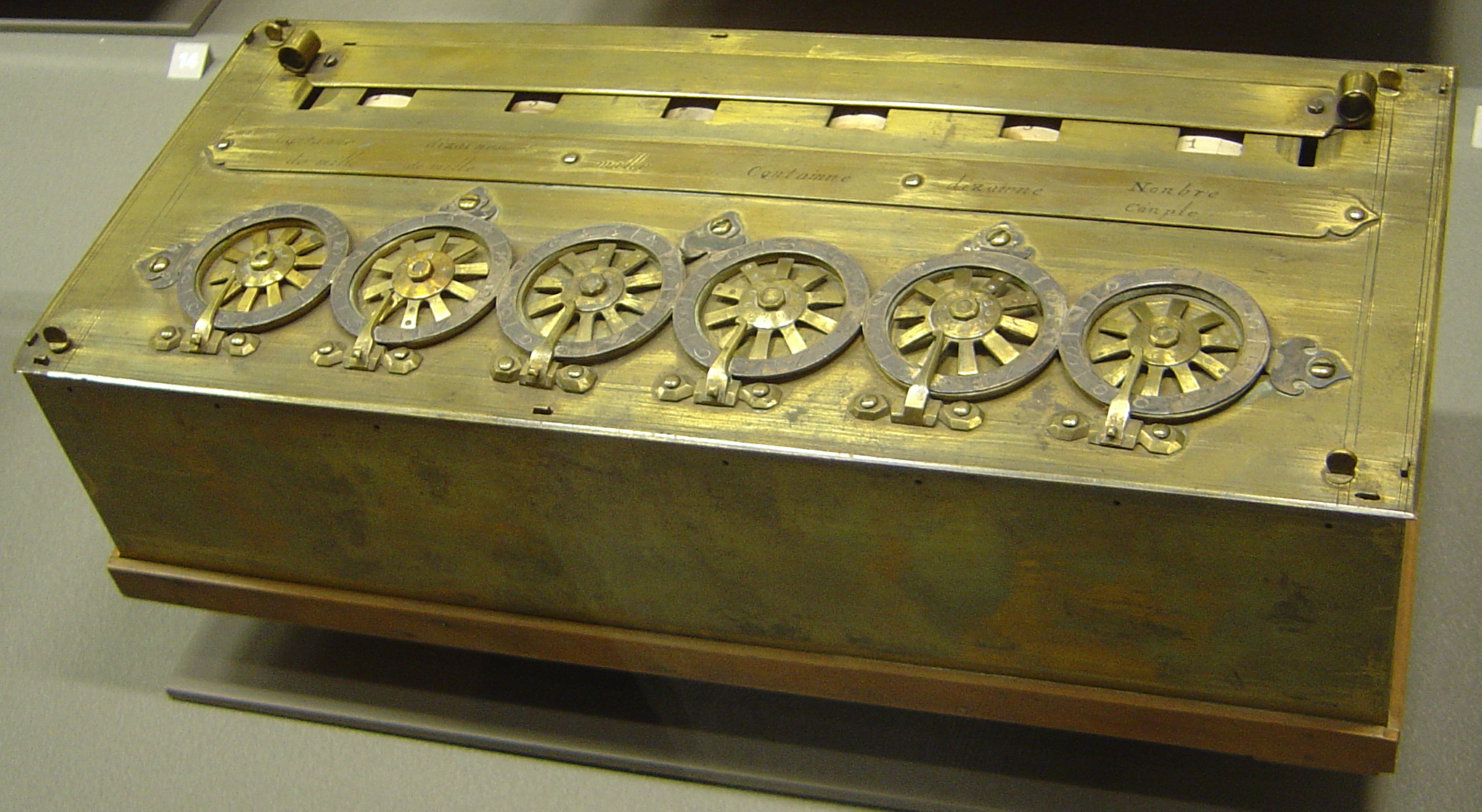
Pascalův počítací stroj (Musée des arts et métiers, Paříž)

Pascal patří mezi předchůdce moderní počítačové techniky – v roce 1642 sestrojil jako pomůcku pro svého otce první mechanický kalkulátor, schopný sčítat a odčítat, známý pod jménem Pascalina. Během života jich pak nechal vyrobit ještě více než 50 kusů, různě zdokonalených. Proto po něm byl nazván programovací jazyk Pascal.
Věnoval se především geometrii, kde objevil tzv. Pascalovu větu o vztazích mezi body na kuželosečkách. Jedná se o zobecnění tzv. Pappovy úlohy, jíž se zabýval také Descartes a jejíž vyřešení pokládal za doklad, že jeho současníci překonali staré Řeky. Pascal významně přispěl k rozvoji kombinatoriky: pro Evropu objevil tzv. Pascalův trojúhelník, důležitý také v algebře. V určitém období svého života byl sám vášnivým hráčem a v té souvislosti položil – spolu se svým starším přítelem Fermatem – základy teorie pravděpodobnosti a vytvořil pojem „matematické naděje“.
Na jeho práce o celočíselných řadách a o úplné (matematické) indukci se odvolává Leibniz v souvislosti s infinitesimálním počtem, o nějž se od roku 1650 také živě zajímal. Významné jsou i jeho příspěvky k axiomatice a filosofickým základům matematiky. Jako první jasně formuloval, že ani souhlas se všemi známými jevy není důkazem hypotézy, neboť jediný empirický nesouhlas hypotézu vyvrací.

## Fyzika

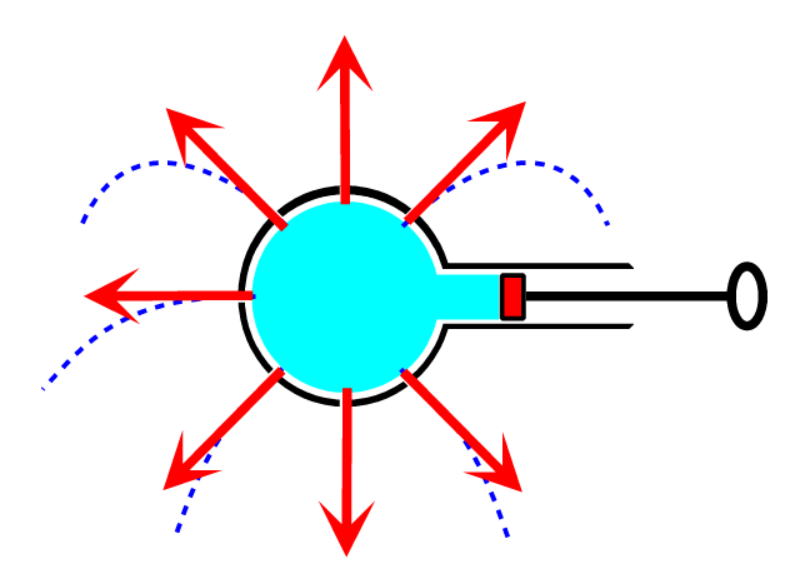
"Pascalův ježek", školní pomůcka k demonstraci Pascalova zákona. Voda tryská ze všech otvorů stejně, neboť je pod stejným tlakem.

Jeho první pokusy navázaly na Torricelliho pokusy se rtuťovou trubicí: ve Ferrandu a na blízkém Puy-de-Dome provedl za veřejné asistence řadu přesných srovnávacích měření rtuťového sloupce v různých nadmořských výškách a dokázal jednak možnost vakua, kterou starší fyzika popírala, jednak ukázal, že rtuťový sloupec podléhá pouze gravitaci a tlaku atmosféry. Další pokusy se týkaly spojitých nádob a šíření tlaku v kapalinách, kde formuloval tzv. Pascalův zákon: tlak v kapalině se šíří všemi směry stejně. Na tom je založena celá hydraulická technika. Na jeho počest se proto jednotka tlaku nazývá Pascal.
Kromě objevů v matematice a fyzice ovlivnil jako vynálezce také moderní dopravu. Za první vozidlo typu omnibusu totiž bývá označován koňmi tažený vůz pro 8 cestujících, který pod názvem „Carosse“ předvedl Pascal roku 1662.

## Teologie a filosofie
Již v mládí byl silně ovlivněn Montaigneovou skepsí: náboženské války ve Francii otřásly důvěrou v křesťanství a v Písmo, Montaigne podryl i důvěru v možnosti lidského rozumu. Na rozdíl od většiny svých více spekulativních předchůdců i současníků (včetně Galileiho a Descarta), kteří spoléhali na racionální povahu světa, stvořeného podle matematických pravidel, která tudíž stačí objevit, třeba i intuitivně, snažil se opírat o pečlivě rozmyšlené experimenty a přesně dokumentovaná měření. Patří tak mezi zakladatele moderní empirické vědy, která žádné jiné zdroje nepokládá za spolehlivé.
Pascalovým hlavním filosofickým a teologickým dílem je kniha Myšlenky (Pensées)
„Člověk je jen stéblo, ubohá třtina, a kapka vody ho může zničit. Ale je to myslící stéblo: i kdyby ho Vesmír rozdrtil, člověk zůstane vznešenější než to, co ho zabilo, protože ví, že umírá a jakou má nad ním Vesmír převahu. Vesmír o tom neví nic.“
Tento paradox člověka, který „není ani anděl ani zvíře, a bohužel kdykoli chce dělat anděla, stává se zvířetem“, je jádrem Myšlenek. Pascal žil v době hlubokých otřesů a náboženských válek, které podryly obecnou středověkou důvěru v křesťanské zjevení, ale také v možnosti lidského rozumu.
„Je to strašný pocit, když se člověku ztrácí všechno, co měl.“
„Dvojí omyl: vyloučit rozum a nepřipouštět než rozum.“
„Každá věc je pravdivá nebo falešná podle toho, z které strany se na ni podíváme.“
„Říkat pravdu je prospěšné pro toho, komu se říká, ale nevýhodné pro ty, kdo ji říkají, protože si vyslouží nenávist. Proto je člověk jen předstírání, lež a pokrytectví, vůči sobě i druhým.“
Pascal je myslitel hluboké skepse, který – podobně jako Descartes, i když jinou cestou – zoufale hledá pevný bod nějaké jistoty poznání i života.
„Nemohu odpustit Descartovi. V celé své filosofii se snažil obejít bez Boha, ale přece jen potřeboval, aby Bůh svět na začátku postrčil a dal do pohybu; potom už ovšem není k ničemu.“
Do této souvislosti patří i slavná „Pascalova sázka“: protože člověk nic neví jistě, měl by se chovat aspoň jako hráč a řídit se možnou výhrou. Ztratit nemůže nic, ale pokud má křesťanství pravdu, může nekonečně vyhrát.
„Měl bych větší strach, že se zmýlím a zjistím, že křesťanství má pravdu, než že se nezmýlím, když v ně věřím.“
V tomto životním dilematu bez naděje se mu ukazují pozoruhodně hluboké věci o člověku:
„Ze všeho nejhůře snáší člověk úplný klid bez vášní, bez obstarávání, bez rozptýlení a bez uplatnění. Tam totiž teprve cítí svoji nicotu, opuštěnost, nedostatečnost, závislost, bezmoc a prázdnotu.“
„Naše přirozená povaha potřebuje pohyb: úplný klid – to je smrt.“
„Je málo věcí, které by nás mohly těšit, protože jen máloco nás skutečně trápí.“
„Je jen dvojí druh lidí: spravedliví, kteří si myslí, že jsou hříšníci, a hříšníci, kteří si myslí, že jsou spravedliví.“
„Spravedlnost bez síly je bezmocná, síla bez spravedlnosti tyranská.“
„Když jednám, musím dbát – kromě jednání samého – jak na svůj stav, přítomný, minulý a budoucí, tak i na stav těch druhých, jichž se to týká, a vidět souvislosti všech těchto věcí.“
„Můžeme zabíjet, aby nebyli zlí lidé? Místo jednoho tím jen naděláme dva“
Člověk tak stojí vždycky na pomezí, mezi nekonečnou propastí Vesmíru a nekonečně malým, mezi touhou po pravdě a neschopností se jí domoci:
„Naši neschopnost dokazovat nepřekoná žádný dogmatismus. Ale máme ideu pravdy, kterou nepřekoná žádná skepse.“
„… a dokonce na konci každé pravdy je třeba dodat, že víme i o té opačné.“
„Děláme si modlu z pravdy samé, ale pravda bez lásky není Bůh, je to jen jeho obraz a modla, kterou nemáme milovat ani ctít.“
Ale dokonce ani pravdivé poznání nestačí člověku ke štěstí, které vzniká jen z víry a lásky:
„Jak je daleko od poznání Boha k tomu, začít jej milovat.“
„Kdo se přesvědčil, že vlastnosti čísel jsou věčné a závisí na první pravdě, které se říká Bůh, nepokročil mnoho ke své spáse.“
„Křesťanský Bůh není původce geometrických pravd a řádu živlů (to je věc pohanů a epikurejců). Bůh Abrahámův, Izákův, Jákobův, Bůh křesťanů je Bůh lásky a útěchy.“
„Srdce má své důvody, o nichž rozum nemá tušení.“
„Víra se liší od důkazu: ten je pouze lidský, kdežto víra je dar Boží. … Je v srdci a neříká ´vím´, nýbrž ´věřím´.“
Tyto myšlenky byly osvícenské době zcela cizí, tím víc se však uplatnily v pietismu a v romantismu. Z jejich vážnosti a opravdovosti vycházel Søren Kierkegaard a celá existenciální filosofie a jejich bezohledná upřímnost silně ovlivnila F. Nietzscheho, stejně jako řadu myslitelů postmoderny. Protože jsou Myšlenky kromě toho psány krásným jazykem, patří Pascal mezi klasiky filosofie, literatury i náboženského myšlení.

## Dílo (výběr)

### Spisy
- Essai pour les coniques. (Esej o kuželosečkách, 1640)
- Expériences nouvelles touchant le vide. (Nové pokusy ohledně vakua,1647)
- Récit de la grande expérience de l’équilibre des liqueurs. (Popis velkého pokusu s rovnováhou kapalin,1648)
- Traité du triangle arithmétique. (Pojednání o aritmetickém trojúhelníku, 1654)
- Les Provinciales. (Listy 1656–1657) Celkem 18 dopisů, česky vydáno pod názvem „Listy proti jesuitům“. Úplný titul: Lettres écrites par Louis de Montalte à un provincial de ses amis et aux RR. PP. Jésuites sur le sujet de la morale et de la politique de ces Pères [Listy Louise de Montalta venkovskému příteli a důstojným otcům jesuitům o mravouce a politice těchto otců].[25] Tento spis zařadila církev roku 1657 na Index zakázaných knih (v Indexu zpravidla uváděn pod jménem údajného autora [Montalte], v některých vydáních je zmínka, že jde o pseudonym Bl. Pascala).[26]
- Éléments de géométrie. (Základy geometrie,1657)
- De l’Esprit géométrique et de l’Art de persuader. (O geometrickém duchu a umění přesvědčovat, 1657)
- Histoire de la roulette. (Dějiny rulety, 1658)
- L’Art de persuader. (Umění přesvědčovat,1660)
- Pensées sur la religion et autres sujets (Myšlenky o náboženství i jiných věcech, 1669, posmrtně)

### České překlady
- PASCAL, Blaise. Myšlenky: výbor. Přel. Miloslav Žilina. Vyd. 2., V Mladé frontě 1. Praha: Mladá fronta, 2000. 185 s. Klasická knihovna; sv. 13.
- PASCAL, Blaise. Myšlenky. Přel. Antonín Uhlíř. 2. úplné, nově upr. vyd. Praha: Jan Laichter, 1937. xciv, 557 s., [5] s. obr. příl. Otázky a názory; kniha 27.
- PASCAL, Blaise. Listy proti jesuitům: (Les provinciales). Přel. Vratislav Čechal. Praha: J. Hencl, „Gutenberg“, 1926. 345 s.
- PASCAL, Blaise. Blažeje Pascala: o duchu geometrickém: dva fragmenty. Přel. Jiří Guth. V Praze: typ Edvard Grégr, 1889. 26 s.
- PASCAL, Blaise. Blažeje Pascala O duchu geometrickém. Přel. Jiří Guth. 1. vyd. nakl. Marie Klátiková. Praha: Marie Klátiková, 1999. 30 s.
- HORÁK, Petr. Svět Blaise Pascala. Praha: Vyšehrad, 1985. 373 s. [Kniha obsahuje též český překlad některých prací Bl. Pascala: „Listy venkovanovi“ (Listy proti jezuitům) č. I – X a XV na str. 105–208; „Rozhovor s panem de Saci“ na str. 209–230; „O geometrickém duchu“ na str. 231–251; „O umění přesvědčovat“ na str. 252–264; „Spisy o milosti“ na str. 265–291.]
- slovenský překlad: PASCAL, Blaise. Listy proti jezuitom: Listy vidiečanovi o dišputách na Sorbonne a iných zaujímavostiach. 1. vyd. Bratislava: Vydav. polit. lit., 1965. 275 s.